# Hermann Sasse
Hermann Otto Erich Sasse (17. července 1895, Sonnewalde – 9. srpna 1976, Adelaide) byl německý luterský konzervativní teolog, duchovní a spisovatel.
Svým působením je spjat s univerzitou v Erlangenu a luterským seminářem a australské Adelaidě. Byl aktivní v ekumenickém hnutí a v protihitlerovské Vyznávající církvi.
Byl ženat s Charlottou, roz. Naumannovou (1898–1964).
V češtině vyšla jeho kniha Podstata luterství (Praha 2020).